# La Serna
La Serna là một đô thị trong tỉnh Palencia, Castile và León, Tây Ban Nha. Theo điều tra dân số 2013 (INE), đô thị này có dân số là 46 người.